# Virslīga (1995)
Sezon 1995 był 4. edycją rozgrywek piłkarskich o mistrzostwo Łotwy. 

## 1. runda
|    | Klub               | M  | Z  | R | P  | Br+ | Br- | Br+/- | Pkt |
| -- | ------------------ | -- | -- | - | -- | --- | --- | ----- | --- |
| 1  | Skonto Ryga        | 18 | 16 | 2 | 0  | 59  | 8   | 51    | 50  |
| 2  | RAF Jelgava        | 18 | 12 | 3 | 3  | 33  | 13  | 20    | 39  |
| 3  | Starts Brocēni     | 18 | 9  | 4 | 5  | 21  | 18  | 3     | 31  |
| 4  | Vilan-D Daugavpils | 18 | 9  | 2 | 7  | 31  | 22  | 9     | 29  |
| 5  | FK Vairogs         | 18 | 6  | 6 | 6  | 28  | 21  | 7     | 24  |
| 6  | Amstrig Ryga       | 18 | 5  | 5 | 8  | 26  | 25  | 1     | 20  |
| 7  | Skonto/Metāls Ryga | 18 | 5  | 4 | 9  | 25  | 42  | -17   | 19  |
| 8  | DAG Lipawa         | 18 | 4  | 6 | 8  | 19  | 28  | -9    | 18  |
| 9  | Olimpija Ryga      | 18 | 5  | 3 | 10 | 24  | 40  | -16   | 18  |
| 10 | Kvadrāts Ryga      | 18 | 1  | 1 | 16 | 10  | 58  | -48   | 4   |

## 2. runda

### Grupa mistrzowska
|   | Klub               | M  | Z  | R | P  | Br+ | Br- | Br+/- | Pkt |
| - | ------------------ | -- | -- | - | -- | --- | --- | ----- | --- |
| 1 | Skonto Ryga        | 28 | 25 | 3 | 0  | 99  | 15  | 84    | 78  |
| 2 | Vilan-D Daugavpils | 28 | 16 | 3 | 9  | 45  | 30  | 15    | 51  |
| 3 | RAF Jelgava        | 28 | 14 | 6 | 8  | 40  | 28  | 12    | 48  |
| 4 | Starts Brocēni     | 28 | 11 | 5 | 12 | 31  | 43  | -12   | 38  |
| 5 | Amstrig Ryga       | 28 | 9  | 8 | 11 | 47  | 38  | 9     | 35  |
| 6 | FK Vairogs         | 28 | 7  | 7 | 14 | 35  | 52  | -17   | 28  |

### Grupa spadkowa
|    | Klub               | M  | Z | R | P  | Br+ | Br- | Br+/- | Pkt |
| -- | ------------------ | -- | - | - | -- | --- | --- | ----- | --- |
| 7  | Skonto/Metāls Ryga | 24 | 8 | 4 | 12 | 37  | 51  | -14   | 28  |
| 8  | DAG Lipawa         | 24 | 7 | 7 | 10 | 26  | 34  | -8    | 28  |
| 9  | Olimpija Ryga      | 24 | 5 | 5 | 14 | 29  | 57  | -28   | 20  |
| 10 | Kvadrāts Ryga      | 24 | 5 | 2 | 17 | 22  | 63  | -41   | 17  |

## Najlepsi strzelcy
|   | Piłkarz               | Klub         | Gole |
| - | --------------------- | ------------ | ---- |
| 1 | Vitālijs Astafjevs    | Skonto Ryga  | 19   |
| 2 | Sergey Dulub          | FK Vairogs   | 16   |
| 3 | Vladimirs Babičevs    | Skonto Ryga  | 14   |
| 4 | Aleksandrs Jelisejevs | Skonto Ryga  | 11   |
| - | Mihails Miholaps      | Amstrig Ryga | 11   |